# Пинчугский сельсовет
Пинчугский сельсовет - сельское поселение в Богучанском районе Красноярского края.
Административный центр - посёлок Пинчуга.

## Население
| 2010 | 2012  | 2013  | 2014  | 2015  | 2016  | 2017  |
| ---- | ----- | ----- | ----- | ----- | ----- | ----- |
| 2452 | ↘2418 | ↘2396 | ↘2370 | ↘2333 | ↘2298 | ↘2272 |

## Состав сельского поселения
| № | Населённый пункт | Тип населённого пункта          | Население |
| - | ---------------- | ------------------------------- | --------- |
| 1 | Пинчуга          | посёлок, административный центр | ↘2272     |

## Местное самоуправление
Пинчугский сельский Совет депутатов
Дата избрания: 04.03.2012. Срок полномочий: 4 года
Глава муниципального образования
- Логинов Алексей Владимирович